# Belgijskie odznaczenia

## Lista baretek, nazwy polskie i francuskie
| Baretka                                 | Nazwa |
| Ordery                                  | Ordery |
| --------------------------------------- | --- |
|                                         | Order Leopolda – Wielka Wstęga (Ordre de Léopold – Grand-Cordon)                                                                                                 |
|                                         | Order Leopolda – Wielki Oficer (Ordre de Léopold – Grand-Officier)                                                                                               |
|                                         | Order Leopolda – Komandor (Ordre de Léopold – Commandeur) |
|                                         | Order Leopolda – Oficer (Ordre de Léopold – Officier) |
|                                         | Order Leopolda – Kawaler (Ordre de Léopold – Chevalier) |
|                                         | Order Korony – Krzyż Wielki (Ordre de la Couronne – Grand-Croix)                                                                                                 |
|                                         | Order Korony – Wielki Oficer (Ordre de la Couronne – Grand-Officier)                                                                                             |
|                                         | Order Korony – Komandor (Ordre de la Couronne – Commandeur) |
|                                         | Order Korony – Oficer (Ordre de la Couronne – Officier) |
|                                         | Order Korony – Kawaler (Ordre de la Couronne – Chevalier) |
|                                         | Order Korony – Złote Palmy (Ordre de la Couronne – Palmes d'or)                                                                                                  |
|                                         | Order Korony – Srebrne Palmy (Ordre de la Couronne – Palmes d'argent)                                                                                            |
|                                         | Order Korony – Medal Złoty (Ordre de la Couronne – Médaille d'or)                                                                                                |
|                                         | Order Korony – Medal Srebrny (Ordre de la Couronne – Médaille d'argent)                                                                                          |
|                                         | Order Korony – Medal Brązowy (Ordre de la Couronne – Médaille de bronze)                                                                                         |
|                                         | Order Leopolda II – Krzyż Wielki (Ordre de Léopold II – Grand-Croix)                                                                                             |
|                                         | Order Leopolda II – Wielki Oficer (Ordre de Léopold II – Grand-Officier)                                                                                         |
|                                         | Order Leopolda II – Komandor (Ordre de Léopold II – Commandeur)                                                                                                  |
|                                         | Order Leopolda II – Oficer (Ordre de Léopold II – Officier) |
|                                         | Order Leopolda II – Kawaler (Ordre de Léopold II – Chevalier) |
|                                         | Order Leopolda II – Medal Złoty (Ordre de Léopold II – Médaille d'or)                                                                                            |
|                                         | Order Leopolda II – Medal Srebrny (Ordre de Léopold II – Médaille d'argent)                                                                                      |
|                                         | Order Leopolda II – Medal Brązowy (Ordre de Léopold II – Médaille de bronze)                                                                                     |
|                                         | Order Królewski Lwa – Krzyż Wielki (Ordre Royal du Lion – Grand-Croix)                                                                                           |
|                                         | Order Królewski Lwa – Wielki Oficer (Ordre Royal du Lion – Grand-Officier)                                                                                       |
|                                         | Order Królewski Lwa – Komandor (Ordre Royal du Lion – Commandeur)                                                                                                |
|                                         | Order Królewski Lwa – Oficer (Ordre Royal du Lion – Officier) |
|                                         | Order Królewski Lwa – Kawaler (Ordre Royal du Lion – Chevalier)                                                                                                  |
|                                         | Order Królewski Lwa – Medal Złoty (Ordre Royal du Lion – Médaille d'or)                                                                                          |
|                                         | Order Królewski Lwa – Medal Srebrny (Ordre Royal du Lion – Médaille d'argent)                                                                                    |
|                                         | Order Królewski Lwa – Medal Brązowy (Ordre Royal du Lion – Médaille de bronze)                                                                                   |
|                                         | Order Gwiazdy Afryki – Krzyż Wielki (Ordre de L'Étoile africaine – Grand-Croix)                                                                                  |
|                                         | Order Gwiazdy Afryki – Wielki Oficer (Ordre de L'Étoile africaine – Grand-Officier)                                                                              |
|                                         | Order Gwiazdy Afryki – Komandor (Ordre de L'Étoile africaine – Commandeur)                                                                                       |
|                                         | Order Gwiazdy Afryki – Oficer (Ordre de L'Étoile africaine – Officier)                                                                                           |
|                                         | Order Gwiazdy Afryki – Kawaler (Ordre de L'Étoile africaine – Chevalier)                                                                                         |
|                                         | Order Gwiazdy Afryki – Medal Złoty (Ordre de L'Étoile africaine – Médaille d'or)                                                                                 |
|                                         | Order Gwiazdy Afryki – Medal Srebrny (Ordre de L'Étoile africaine – Médaille d'argent)                                                                           |
|                                         | Order Gwiazdy Afryki – Medal Brązowy (Ordre de L'Étoile africaine – Médaille de bronze)                                                                          |
| Krzyże                                  | |
|                                         | Krzyż Wojenny 1914-1918 (Croix de Guerre 1914-1918) |
|                                         | Krzyż Wojenny 1940-1945 (Croix de Guerre 1940-1945) |
|                                         | Krzyż Wojenny 1954 (Croix de Guerre 1954) |
|                                         | Krzyż Wojskowy I Klasy (Croix Militaire de première classe) |
|                                         | Krzyż Wojskowy II Klasy (Croix Militaire de seconde classe) |
|                                         | Krzyż Honorowy za Wojskową Służbę Zagraniczną I Klasy (Croix d'Honneur pour Service Militaire à l'Étranger de Première Classe)                                   |
|                                         | Krzyż Honorowy za Wojskową Służbę Zagraniczną II Klasy (Croix d'Honneur pour Service Militaire à l'Étranger de Seconde Classe)                                   |
|                                         | Krzyż Honorowy za Wojskową Służbę Zagraniczną III Klasy (Croix d'Honneur pour Service Militaire à l'Étranger de Troisième Classe)                                |
| Odznaki                                 | |
|                                         | Odznaka Wojskowa za akty wyjątkowej odwagi (Décoration militaire pour acte exceptionnel de courage)                                                              |
|                                         | Odznaka Wojskowa za długoletnią służbę (Décoration militaire pour long service)                                                                                  |
|                                         | Odznaka Obywatelska za akty wyjątkowej odwagi, poświęcenia i dobroczynności (Décoration civique pour un acte exceptionnel de courage, de dévotion ou d'humanité) |
|                                         | Odznaka Obywatelska za długoletnią i przykładną służbę w administracji (Décoration civique pour service long et exemplaire dans l'administration)                |
|                                         | Odznaka Obywatelska za służbę w czasie trwania I wojny światowej (Décoration civique pour service durant la guerre 1914-1918)                                    |
|                                         | Odznaka Obywatelska za służbę w czasie trwania II wojny światowej (Décoration civique pour service durant la guerre 1940-1945)                                   |
|                                         | Odznaka Obywatelska za długoletnią i przykładną służbę w straży pożarnej (Décoration civique pour service long et exemplaire des sapeurs-pompiers)               |
| Medale                                  | |
|                                         | Medal Pamiątkowy za Zbrojne Operacje Humanitarne (Médaille commémorative pour opérations humanitaires armées)                                                    |
|                                         | Medal Pamiątkowy za Misje i Operacje Zagraniczne (Médaille Commémorative pour Missions ou Opérations à l'Étranger)                                               |
|                                         | Medal Zasługi Wojskowej (Médaille du Mérite Militaire) |
|                                         | Medal za Wyświadczone Służby (Médaille pour Services Rendus) |
|                                         | Medal Pamiątkowy Marszu Europejskiego Pamięci i Przyjaźni (Médaille Commémorative pour Marche Européenne du Souvenir et de l'Amitié)                             |
|                                         | Medal Carnegie Hero Fund (Médaille du Carnegie Hero Fund) |
| Pozostałe odznaczenia (już nienadawane) | |
|                                         | Krzyż Żelazny 1830–1831 |
|                                         | Gwiazda Honorowa 1830 |
|                                         | Krzyż Pamiątkowy Ochotnika 1830 |
|                                         | Medal Honorowy Króla Alberta 1919 |
|                                         | Medal Honorowy Królowej Elżbiety 1915 |
|                                         | Medal Izery 1914 |
|                                         | Medal Liège 1914 |
|                                         | Krzyż Ogniowy 1914–1918 |
|                                         | Medal Zwycięstwa 1914–1918 |
|                                         | Medal Ochotnika Walczącego 1914–1918 |
|                                         | Medal Ochotnika 1940–1945 |
|                                         | Medal Weterana Wojny 1940–1945 |
|                                         | Medal Pamiątkowy Wojny 1914–1918 |
|                                         | Medal Pamiątkowy za Wojnę 1940–1945 |
|                                         | Medal Wojny w Afryce 1940–1945 |
|                                         | Medal Pamiątkowy Kampanii w Etiopii 1941 |
|                                         | Medal Pamiątkowy 1870–1871 |
|                                         | Medal Więźniów Politycznych 1914–1918 |
|                                         | Krzyż Więźniów Politycznych 1940–1945 |
|                                         | Medal Jeńców Wojennych 1940–1945 |
|                                         | Medal Pamiątkowy Stulecia Niepodległości Narodowej 1830–1930 |
|                                         | Medal Wdzięczności Belgijskiej 1940–1945 |
|                                         | Medal Ruchu Oporu 1940–1945 |
|                                         | Krzyż Uciekinierów 1940–1945 |
|                                         | Medal Marynarki 1940–1945 |
|                                         | Medal Pamiątkowy Marszu Cztery Dni Izery |
|                                         | Medal Niepokornych 1940–1945 – odmówił lub uchylał się od służby                                                                                                 |
|                                         | Medal Niepokornych 1940–1945 – odmówił lub uchylał się od pracy                                                                                                  |
|                                         | Medal Niepokornych 1940–1945 – zbiegł z robót przymusowych |

## Kolejność starszeństwa
Kolejność starszeństwa aktualnie nadawanych odznaczeń:
1. Wielka Wstęga Orderu Leopolda
2. Krzyż Wielki Orderu Korony
3. Krzyż Wielki Orderu Leopolda II
4. Wielki Oficer Orderu Leopolda
5. Wielki Oficer Orderu Korony
6. Wielki Oficer Orderu Leopolda II
7. Komandor Orderu Leopolda
8. Komandor Orderu Korony
9. Komandor Orderu Leopolda II
10. Oficer Orderu Leopolda
11. Oficer Orderu Korony
12. Oficer Orderu Leopolda II
13. Kawaler Orderu Leopolda
14. Kawaler Orderu Korony
15. Kawaler Orderu Leopolda II
16. Złote Palmy Orderu Korony
17. Srebrne Palmy Orderu Korony
18. Złoty Medal Orderu Korony
19. Złoty Medal Orderu Leopolda II
20. Srebrny Medal Orderu Korony
21. Srebrny Medal Orderu Leopolda II
22. Brązowy Medal Orderu Korony
23. Brązowy Medal Orderu Leopolda II
24. ordery zagraniczne (wg daty nadania)
25. odznaczenia wojskowe z czasu II WŚ (1940-1945) i wojny w Korei (1950–1953)
26. Odznaka Wojskowa za wyjątkową służbę i akty odwagi i oddania
  - I klasa
  - II klasa
27. Krzyż Wojenny
  - I klasa
  - II klasa
28. Odznaka Wojskowa za długoletnią służbę
  - I klasa
  - II klasa
29. Krzyż Honorowy za Wojskową Służbę Zagraniczną
  - I klasa
  - II klasa
  - III klasa
30. Medal Pamiątkowy za Zbrojne Operacje Humanitarne (+okucie za każdą)
31. Medal Pamiątkowy za Misje i Operacje Zagraniczne (+okucie z arabską cyfrą oznaczającą liczbę misji)
32. Medal Zasługi Wojskowej
33. Medal Pamiątkowy Marszów Sił Lądowych
  - Europejski Marsz Pamięci i Przyjaźni
  - Cztery Dni Izery
34. Medal Carnegie Hero Fund
  - złoty
  - srebrny
  - brązowy
35. Odznaka Obywatelska za akty odwagi i oddania
  - krzyż I klasy
  - krzyż II klasy
  - medal I klasy
  - medal II klasy
  - medal III klasy
36. Odznaka Obywatelska za długoletnią służbę w administracji
  - krzyż I klasy
  - krzyż II klasy
  - medal I klasy
  - medal II klasy
  - medal III klasy
37. Odznaka Obywatelska za długoletnią służbę w pożarnictwie
  - krzyż I klasy
  - krzyż II klasy
  - medal I klasy
  - medal II klasy
  - medal III klasy
38. Odznaka za Pracę
  - I klasa
  - II klasa
39. Odznaki specjalne
  - Wzajemności

  - I klasa
  - II klasa

  - Współpracy

  - I klasa
  - II klasa

  - Przezorności

  - I klasa
  - II klasa

  - Związku Zawodowego

  - I klasa
  - II klasa

  - Rolnicza

  - I klasa
  - II klasa
40. Oznaka Honorowa Pracy
  - I klasa
  - II klasa
  - III klasa
41. pozostałe odznaczenia zagraniczne